# Курт Кобейн: Клятий монтаж
«Курт Кобейн: Клятий монтаж» (англ. Kurt Cobain: Montage of Heck) — американський документальний фільм про лідера гурту Nirvana Курта Кобейна, прем'єра якого відбулася на кінофестивалі «Санденс»-2015, а на телебаченні — 4 травня 2015 року на каналі HBO. Фільм також матиме обмежений кінотеатральний випуск напередодні телевізійної прем'єри.

## Виробництво
Документальну стрічку зняв Бретт Морген, який працював над нею з 2007 року, коли вдова Кобейна Кортні Лав зацікавила його цією ідеєю.

## Сприйняття

### Касові збори
Фільм заробив 107 055 $ за перші два дні його обмеженого прокату у кінотеатрах Сполучених Штатів. У Великій Британії, де він вийшов на домашньому відео 27 квітня 2015 року, фільм потрапив у різноманітні чарти The Official Charts Company. У чарті Топ-50 музичних відео фільм займав 1 місце з 3 до 9 травня 2015 року, у Топ-100 Blu-ray релізів — 6 місце, у Топ-100 DVD релізів — 13 місце, і у Топ-100 відео-релізів — 11 місце.

### Критика
Базз Осборн, близький друг Кобейна, назвав фільм «в більшій частині фантастичною брехнею», а анімацію — «дійсно крутою».

## Саундтрек
Після показів фільму на телеканалі HBO та у обмеженому прокаті, режисер Бретт Морген у інтерв'ю заявив, що планує випустити сольний альбом музиканта. Альбом буде створений на основі домашніх записів Кобейна. «Просто для ясності: це не альбом Nirvana, це тільки Курт, і ви почуєте, що він виконує речі, які від нього не очікували», — сказав Морген. Режисер прослухав понад 200 годин записів і склав невелику колекцію «невиданих дорогоцінних речей». За його словами, альбом буде створювати відчуття, «як ніби ви зависаєте з Куртом Кобейном в спекотний літній день в Олімпії, в штаті Вашингтон». Він додав, що серед цих записів є імпровізації Кобейна з його дружиною, співачкою Кортні Лав, друзями та учасниками групи Nirvana, а також речитативи і запису різних музичних ефектів. Морген підкреслив, що 95% цих записів ні він, ні друзі та близькі Кобейна ніколи раніше не чули. У серпні 2015 року вебсайт Deadline повідомив, що саундтрек вийде у день виходу фільму на DVD — 6 листопада.

## Супровідна книга
Разом з фільмом вийшла однойменна супровідна книга. Вона містить анімаційні стілли з фільму, а також стенограми інтерв'ю, фотографії, і малюнки Кобейна, яких не було у фільмі. Книга була опублікована у двох виданнях. Insight Editions опублікувало північноамериканське видання, яке містить 160 сторінок (ISBN 978-1608875498). Omnibus Press опублікувало британське видання з 208 сторінками  (ISBN 978-1783059669).

## Випуск
Прем'єра фільму відбулася на кінофестивалі «Санденс» 24 січня 2015 року. Телевізійна прем'єра запланована на каналі HBO 4 травня 2015 року. Universal Studios розповсюджуватиме фільм протягом обмеженого кінопрокату за деякий час до телевізійної прем'єри. Universal також займатиметься дистрибуцією для міжнародного кінопрокату на початку 2015 року.